# اوغورجان چاکر
اوغورجان چاکر (انگلیسی: Uğurcan Çakır؛ زادهٔ ۵ آوریل ۱۹۹۶) بازیکن فوتبال اهل ترکیه است.
از باشگاه‌هایی که در آن بازی کرده‌است می‌توان به باشگاه فوتبال ترابزون‌اسپور اشاره کرد.
وی همچنین در تیم‌های ملی فوتبال زیر ۲۱ سال ترکیه و ترکیه بازی کرده‌است.